# David Niu
Pas d'image ? Cliquez ici

a Compétitions nationales et continentales officielles uniquement.

b Matchs officiels uniquement.
David Niu, est né le 3 janvier 1966 à Sydney (Australie). Il est actuellement le président de la fédération et du championnat national américain de rugby à XIII plus communément appelé American National Rugby League, qu'il a créé en 1998.
David Niu a commencé sa carrière de joueur au rugby à XV. En 1990, il part jouer au rugby à XIII pour St. George. En 1991, il s'exile en Europe, avant d'aller jouer aux États-Unis où en 1998, il lance une fédération et un championnat de rugby à XIII. Il a joué avec l'équipe des États-Unis de rugby à XV en 1999, évoluant au poste de demi d'ouverture (1,80 m et 87 kg). 

## Carrière

### En club à XV
- St Georges RUFC (1984-1989)

### En club à XIII
- St George en Australie (rugby à XIII) (1990-1991)
- Villeneuve RLFC
- Bradford Northern

### En équipe nationale

#### Rugby à XV
Il a eu sa première cape internationale pour l'Équipe des États-Unis de rugby à XV le 15 mai 1999 à l’occasion d’un match contre l'Équipe des Tonga. Il compte 8 sélections.
David Niu a disputé la coupe du monde 1999 (3 matchs).

#### Rugby à XIII
Il connait sa première sélection avec l'équipe des États-Unis de rugby à XIII en 1994. Il est actuellement le sélectionneur. 